# Женская Лига чемпионов ЕКВ 2001/2002
2-й розыгрыш женской Лиги чемпионов ЕКВ (42-й с учётом Кубка европейских чемпионов) проходил с 4 декабря 2001 по 17 марта 2002 года с участием 12 клубных команд из 9 стран-членов Европейской конфедерации волейбола. Финальный этап был проведён в Стамбуле (Турция). Победителем турнира впервые стал французский «Расинг Клуб де Канн» (Канны).

## Система квалификации
Представительство в Лиге получили страны, команды которых в предыдущем розыгрыше в групповых турнирах заняли 1—3 места. При этом по две команды получили возможность заявить Италия, Испания, Турция и Германия, по одной — Россия, Франция, Польша, и Хорватия. После отказа от участия одной из германских команд вакантное место по решению ЕКВ передано Словении.

## Команды-участницы
| Страна   | Команда                         |                                                            |
| -------- | ------------------------------- | ---------------------------------------------------------- |
| Италия   | «Капосуд» (Реджо-ди-Калабрия)   | Чемпион Италии 2001                                        |
| Италия   | «Фоппапедретти» (Бергамо)       | По итогам розыгрыша Кубка Италии 2001 (финалист)           |
| Испания  | «Тенерифе Маричаль» (Ла-Лагуна) | Чемпион Испании 2001                                       |
| Испания  | «Конструксьон Дамеса» (Бургос)  | По итогам розыгрыша Кубка королевы Испании 2001 (финалист) |
| Турция   | «Эджзаджибаши» (Стамбул)        | Чемпион Турции 2001                                        |
| Турция   | «Вакыфбанк Гюнеш» (Стамбул)     | 2-й призёр чемпионата Турции 2001                          |
| Россия   | «Уралочка»-НТМК (Екатеринбург)  | Чемпион России 2001                                        |
| Польша   | «Нафта-Газ» (Пила)              | Чемпион Польши 2001                                        |
| Франция  | «Расинг Клуб де Канн» (Канны)   | Чемпион Франции 2001                                       |
| Германия | «Шверинер» (Шверин)             | Чемпион Германии 2001                                      |
| Хорватия | «Каштела» (Стары Каштел)        | По итогам чемпионата Хорватии 2001 (2-й призёр)            |

## Система проведения розыгрыша
Соревнования состоят из предварительного этапа, плей-офф и финального этапа. На предварительном этапе 16 команд-участниц разбиты на 4 группы. В группах команды играют с разъездами в два круга. В плей-офф выходят команды, занявшие в группах 1—2 места.
8 команд-участниц плей-офф делятся на пары и проводят между собой по два матча с разъездами. Победителем пары выходит команда, одержавшая две победы. В случае равенства побед победителем пары становится команда, имеющая лучшее соотношение партий по итогам двух встреч.
Финальный этап проводится в формате «финала четырёх» — полуфинал и два финала (за 3-е и 1-е места). В нём принимают участие победители пар плей-офф.

## Предварительный этап
4.12.2001—22.01.2002

### Группа А
| М | Команда                       | 1       | 2       | 3       | 4       | И | В | П | С/П  | О  |
| - | ----------------------------- | ------- | ------- | ------- | ------- | - | - | - | ---- | -- |
| 1 | «Фоппапедретти» Бергамо       |         | 3:1 3:2 | 3:0     | 3:0 3:1 | 6 | 6 | 0 | 18:4 | 12 |
| 2 | «Эджзаджибаши» Стамбул        | 1:3 2:3 |         | 3:0 3:1 | 3:0     | 6 | 4 | 2 | 15:7 | 10 |
| 3 | «Тенерифе Маричаль» Ла-Лагуна | 0:3     | 0:3 1:3 |         | 3:1 3:0 | 6 | 2 | 4 | 7:13 | 8  |
| 4 | «Каштела» Стары Каштел        | 0:3 1:3 | 0:3     | 1:3 0:3 |         | 6 | 0 | 6 | 2:18 | 6  |

5.12: Эджзаджибаши — Тенерифе Маричаль 3:0 (25:14, 25:22, 26:24).
5.12: Фоппапедретти — Каштела 3:0 (25:17, 25:16, 25:18).
12.12: Каштела — Эджзаджибаши 0:3 (17:25, 21:25, 19:25).
12.12: Тенерифе Маричаль — Фоппапедретти 0:3 (17:25, 31:33, 21:25).
19.12: Каштела — Тенерифе Маричаль 1:3 (25:17, 21:25, 23:25, 21:25).
19.12: Фоппапедретти — Эджзаджибаши 3:1 (25:23, 25:21, 25:27, 25:18).
9.01: Эджзаджибаши — Фоппапедретти 2:3 (26:28, 16:25, 25:16, 25:16, 11:15).
9.01: Тенерифе Маричаль — Каштела 3:0 (26:24, 25:17, 25:15).
16.01: Эджзаджибаши — Каштела 3:0 (25:14, 25:17, 25:13).
16.01: Фоппапедретти — Тенерифе Маричаль 3:0 (25:14, 25:14, 28:26).
22.01: Каштела — Фоппапедретти 1:3 (25:21, 12:25, 20:25, 13:25).
22.01: Тенерифе Маричаль — Эджзаджибаши 1:3 (14:25, 23:25, 25:16, 17:25).

### Группа В
| М | Команда                     | 1       | 2   | 3       | И | В | П | С/П  | О |
| - | --------------------------- | ------- | --- | ------- | - | - | - | ---- | - |
| 1 | «Расинг Клуб де Канн» Канны |         | 3:0 | 3:0 3:1 | 4 | 4 | 0 | 12:1 | 8 |
| 2 | «Вакыфбанк Гюнеш» Стамбул   | 0:3     |     | 3:0     | 4 | 2 | 2 | 6:6  | 6 |
| 3 | «Нова-КБМ-Браник» Марибор   | 0:3 1:3 | 0:3 |         | 4 | 0 | 4 | 1:12 | 0 |

 «Капо Суд» (Реджо-ди-Калабрия) дисквалифицирован после пяти туров. Все результаты матчей с его участием аннулированы.
5.12: РК де Канн — Вакыфбанк Гюнеш 3:0 (25:21, 25:23, 26:24).
5.12: Нова-КБМ-Браник — Капо Суд 0:3 (19:25, 23:25, 20:25). Результат аннулирован.
11.12: Вакыфбанк Гюнеш — Нова-КБМ-Браник 3:0 (25:12, 25:18, 25:22).
11.12: Капо Суд — РК де Канн 0:3 (22:25, 23:25, 23:25). Результат аннулирован.
18.12: РК де Канн — Нова-КБМ-Браник 3:0 (25:9, 25:21, 25:14).
18.12: Вакыфбанк Гюнеш — Капо Суд 1:3 (20:25, 25:19, 15:22, 22:25). Результат аннулирован.
9.01: Нова-КБМ-Браник — РК де Канн 1:3 (21:25, 14:25, 25:20, 16:25).
9.01: Капо Суд — Вакыфбанк Гюнеш 3:1 (25:21, 25:19, 19:25, 25:22). Результат аннулирован.
16.01: Нова-КБМ-Браник — Вакыфбанк Гюнеш 0:3 (1525, 14:25, 24:26).
16.01: РК де Канн — Капо Суд 3:2 (25:27, 17:25, 25:22, 25:18, 16:14). Результат аннулирован.
22.01: Вакыфбанк Гюнеш — РК де Канн 0:3 (17:25, 18:25, 19:25).
22.01: Капо Суд — Нова-КБМ-Браник. Матч отменён.

### Группа С
| М | Команда                        | 1       | 2       | 3       | 4       | И | В | П | С/П   | О  |
| - | ------------------------------ | ------- | ------- | ------- | ------- | - | - | - | ----- | -- |
| 1 | «Уралочка»-НТМК Екатеринбург   |         | 3:0 3:1 | 3:1 3:0 | 3:0     | 6 | 6 | 0 | 18:2  | 12 |
| 2 | «Нафта-Газ» Пила               | 0:3 1:3 |         | 1:3 3:0 | 3:0 3:1 | 6 | 3 | 3 | 11:10 | 9  |
| 3 | «Конструксьонес Дамеса» Бургос | 1:3 0:3 | 3:1 0:3 |         | 3:0 3:1 | 6 | 3 | 3 | 10:11 | 9  |
| 4 | «Шверинер» Шверин              | 0:3     | 0:3 1:3 | 0:3 1:3 |         | 6 | 0 | 6 | 2:18  | 6  |

4.12: Конструксьонес Дамеса — Нафта-Газ 3:1 (26:24, 15:25, 25:22, 26:24).
6.12: Уралочка-НТМК — Шверинер 3:0 (25:14, 25:23, 25:14).
11.12: Шверинер — Конструксьонес Дамеса 0:3 (21:25, 20:25, 22:25).
12.12: Нафта-Газ — Уралочка-НТМК 0:3 (16:25, 14:25, 16:25).
19.12: Нафта-Газ — Шверинер 3:0 (25:21, 25:19, 25:18).
19.12: Конструксьонес Дамеса — Уралочка-НТМК 1:3 (17:25, 20:25, 25:23, 14:25).
8.01: Шверинер — Нафта-Газ 1:3 (21:25. 29:31, 25:15, 23:25).
9.01: Уралочка-НТМК — Конструксьонес Дамеса 3:0 (25:15, 25:18, 25:19).
16.01: Уралочка-НТМК — Нафта-Газ 3:1 (25:21, 25:22, 16:25, 25:14).
16.01: Конструксьонес Дамеса — Шверинер 3:1 (25:23, 25:21, 21:25, 25:19).
22.01: Нафта-Газ — Конструксьонес Дамеса 3:0 (25:18, 25:16, 25:17).
22.01: Шверинер — Уралочка-НТМК 0:3 (19:25, 19:25, 14:25).

## Плей-офф
13—20.02.2002
 «Конструксьонес Дамеса» (Бургос) —  «Фоппапедретти» (Бергамо)
13 февраля. 0:3 (15:25, 26:28, 16:25).
19 февраля. 0:3 (18:25, 16:25, 20:25).
 «Вакыфбанк Гюнеш» (Стамбул) —  «Эджзаджибаши» (Стамбул)
13 февраля. 3:2 (25:16, 20:25, 25:22, 16:25, 17:15).
20 февраля. 0:3 (19:25, 22:25, 16:25).
 «Уралочка»-НТМК (Екатеринбург) —  «Тенерифе Маричаль» (Ла-Лагуна)
14 февраля. 0:3 (23:25, 23:25, 22:25).
20 февраля. 3:2 (22:25, 25:16, 25:20, 23:25, 15:6).
 «Нафта-Газ» (Пила) —  «Расинг Клуб де Канн» (Канны)
14 февраля. 3:2 (28:26, 25:19, 17:25, 8:25, 17:15).
21 февраля. 0:3 (14:25, 15:25, 15:25).

## Финал четырёх
16—17 марта 2002.  Стамбул.
Участники:
 «Эджзаджибаши» (Стамбул)

 «Расинг Клуб де Канн» (Канны) 

 «Фоппапедретти» (Бергамо)

 «Тенерифе Маричаль» (Ла-Лагуна)

### Полуфинал
16 марта
 «Расинг Клуб де Канн» —  «Тенерифе Маричаль»
3:0 (25:18, 25:12, 25:21)
 «Фоппапедретти» —  «Эджзачибаши»
3:0 (25:18, 25:20, 25:20)

### Матч за 3-е место
17 марта
 «Тенерифе Маричаль» —  «Эджзачибаши»
3:2 (18:25, 25:23, 16:25, 25:20, 15:12)

### Финал
| 17 марта 2002 | \| «Расинг Клуб де Канн» (Канны) \| 3:1 \| «Фоппапедретти» (Бергамо) \| \| Карин Салинас Мао Цзулань Катержина Букова Рийкка Лехтонен Лауре Кёниг Виктория Равва Александра Фомина (либеро) Шэн Хунь \| Голы \| Тара Кросс-Бэттл Прикеба Фиппс Франческа Пиччинини Магдалена Слива Мауриция Каччатори Джорджия Балделли У Дань (либеро) Драгана Маринкович Марцела Ричелова Анна Ваня Мелло Кармен Турля \| | Стамбул «Eczacibasi Sport Salonu» Зрителей: 1500 |
| Счёт по партиям — 25:19, 25:19, 20:25, 25:18. Судьи: Петер Кончник, Ярмо Салонен.                                         | | |
| «Расинг Клуб де Канн» (Канны)                                                                                             | 3:1 | «Фоппапедретти» (Бергамо) |
| Карин Салинас Мао Цзулань Катержина Букова Рийкка Лехтонен Лауре Кёниг Виктория Равва Александра Фомина (либеро) Шэн Хунь | Голы | Тара Кросс-Бэттл Прикеба Фиппс Франческа Пиччинини Магдалена Слива Мауриция Каччатори Джорджия Балделли У Дань (либеро) Драгана Маринкович Марцела Ричелова Анна Ваня Мелло Кармен Турля |

### Итоги

#### Положение команд
| «Расинг Клуб де Канн» (Канны)   |
| «Фоппапедретти» (Бергамо)       |
| «Тенерифе Маричаль» (Ла-Лагуна) |
| 4. «Эджзаджибаши» (Стамбул)     |

#### Призёры
«Расинг Клуб де Канн» (Канны): Лауре Кёниг, Катержина Букова, Мао Цзулань, Рийкка Лехтонен, Александра Фомина, Карин Салинас, Виктория Равва, Армель Фэш, Лоран Меслье, Шэнь Хун, Летиция Чуалак, Рина Тоньютти. Главный тренер — Янь Фан.
  «Фоппапедретти» (Бергамо): Прикеба Фиппс, Драгана Маринкович, Анна Ваня Мелло, Джорджия Балделли, Магдалена Слива, Кармен Турля, Мауриция Каччатори, У Дань, Марцела Ричелова, Сильвия Гизлени, Франческа Пиччинини, Тара Кросс-Бэттл. Главный тренер — Джузеппе Куккарини.
  «Тенерифе Маричаль» (Ла-Лагуна). Даниэла Бьямонте, Грегория Дорта Ледесма, Марина Дубинина, Ирене Элиса Кабрера Лоренсо, Магалис Карвахаль Ривера, Ромина Ламас Герен, Марианн Надь, Сусана Родригес Гонсалес, Ясмина Эрнандес Рамос, Ноэлия Эстебан Мартинес.